# دولنو اوسنووو
دولنو اوسنووو (به بلغاری: Dolno Osenovo) یک منطقهٔ مسکونی در بلغارستان است که در استان بلاگووگراد واقع شده‌است.